# Le Jour le plus long du Japon
Pour plus de détails, voir Fiche technique et Distribution.
Le Jour le plus long du Japon (日本のいちばん長い日, Nippon no ichiban nagai hi), aussi connu sous le titre L'Empereur et le Général, est un film de guerre japonais réalisé par Kihachi Okamoto et sorti en 1967. Il se déroule sur une période d'une journée du 14 août 1945 à midi au 15 août 1945 à midi, quand la décision de l'empereur Hirohito de se rendre sans conditions aux Alliés doit être diffusée au peuple japonais, et qu'une tentative de coup d'état a lieu pour empêcher cette diffusion. L'historien du cinéma Joseph L. Anderson décrit le film comme une « reconstruction méticuleuse du jour où le Japon s'est rendu et a ainsi mis fin à la guerre du Pacifique ».

## Synopsis
À la suite des bombardements atomiques d'Hiroshima et de Nagasaki, l'armée impériale japonaise et le gouvernement s'affrontent sur l'exigence des Alliés d'une reddition sans condition. Le ministre de la Guerre Korechika Anami (Toshirō Mifune) dirige les officiers militaires qui proposent de se battre, même jusqu'à la mort de chaque citoyen japonais. L'empereur Hirohito (Matsumoto Kōshirō VIII), cependant, se joint à ses ministres pour demander l'impensable, la reddition pacifique du Japon. Lorsque l'armée prépare un coup d'État pour renverser le gouvernement civil de l'empereur, Anami doit faire le choix entre ses désirs et sa loyauté envers l'empereur.

## Fiche technique
- Titre : Le Jour le plus long du Japon[2]
- Titre original : 日本のいちばん長い日 (Nippon no ichiban nagai hi?)
- Réalisation : Kihachi Okamoto
- Scénario : Shinobu Hashimoto
- Photographie : Hiroshi Murai
- Décors : Isao Akune
- Montage : Yoshitami Kuroiwa (ja)
- Musique : Masaru Satō
- Production : Sanezumi Fujimoto et Tomoyuki Tanaka
- Société de production et de distribution : Tōhō
- Pays de production :  Japon
- Langue originale : japonais
- Format : couleur - 2,35:1
- Genre : guerre
- Durée : 165 minutes
- Dates de sortie :
  - Japon : 3 août 1967[3]
  - États-Unis : 26 mars 1968
  - France : 17 avril 1973 (Diffusion dans Les Dossiers de l'écran)

## Distribution
- Toshirō Mifune (VF : William Sabatier) : Korechika Anami, le ministre de la Guerre
- Chishū Ryū (VF : Teddy Bilis) : Kantarō Suzuki, le Premier ministre
- Takashi Shimura (VF : Paul Villé) : Hiroshi Shimomura (en), le chef du Bureau du renseignement du cabinet
- Sō Yamamura (VF : Émile Duard) : Mitsumasa Yonai, ministre de la Marine
- Seiji Miyaguchi (VF : Jean Berton) : Shigenori Tōgō, le ministre de la Grande Asie orientale
- Yoshio Kosugi (VF : René Berthier) : Tadahiko Okada (en), le ministre de la Santé et du Bien-être
- Kakuzo Iida : Teijirō Toyoda, le ministre des Affaires étrangères
- Yūzō Kayama : Morio Tateno	, présentateur de la NHK
- Etsushi Takahashi (en) (VF : Marc Cassot) : Masataka Ida
- Toshio Kurosawa (en) (VF : Pierre Arditi) : Kenji Hatanaka
- Tadao Nakamaru (ja) (VF : Bernard Murat) : Jirō Shiizaki
- Keiju Kobayashi (VF : Jean Berger) : Yoshihiro Tokugawa
- Takeshi Katō (VF : Pierre Marteville) : Hisatsune Sakomizu, le secrétaire en chef du cabinet
- Kazuo Kitamura (en) (VF : Guy Marly) : Tomoo Satō
- Rokkō Toura : Matsumoto Shunichi
- Daisuke Katō (VF : Jacques Bernard) : Kenjirō Yabe, le directeur du bureau national de la NHK
- Yūnosuke Itō (VF : Bernard Charlan) : Toshio Nonaka
- Kōji Mitsui : le journaliste en pleurs
- Tatsuya Nakadai (VF : René Renot) : le narrateur
- Matsumoto Kōshirō VIII (apparition spéciale) (VF : Jacques Torrens) : l'empereur Hirohito
- Michiyo Aratama : Yuriko Hara

## Production
Selon le réalisateur Okamoto, c'est Masaki Kobayashi qui était le premier choix pour réaliser Le Jour le plus long du Japon mais il refuse la proposition, alors le coproducteur Sanezumi Fujimoto suggère qu'Okamoto le réalise. Il considère ce film et son film suivant La Torpille humaine (en) (1968) comme l'expression de ses sentiments anti-guerre. Le Jour le plus long du Japon dépeint les personnes réelles qui ont pu rester au-dessus des combats, mais se sont battues les unes contre les autres, tandis que La Torpille humaine est une satire de ceux qui ont dû se battre pendant la guerre.
Le film met en vedette une dizaine d'acteurs masculins de la Tōhō, ainsi que des vedettes indépendantes et empruntées comme Chishū Ryū, Yūnosuke Itō, et Kōji Mitsui. Michiyo Aratama de la Tōhō est la seule femme de la distribution.

## Sortie
Le Jour le plus long du Japon sort au Japon le 3 août 1967, à l'approche de l'anniversaire de la capitulation. Il lance une tendance de la sortie de films sur la Seconde Guerre mondiale à s'accorder avec l'anniversaire, comme pour le film d'Okamoto de 1971 Les Marines attaquent Okinawa (en). Il est le deuxième plus gros succès au box-office japonais de 1967. Shinobu Hashimoto remporte le prix Kinema Junpō du meilleur scénario. Le film est ressorti en salles au Japon le 21 novembre 1982 dans le cadre du 50e anniversaire de la Tōhō. Une reprise du film, intitulée à l'identique en japonais mais appelée en anglais The Emperor in August (en), sortie en 2015, est produite par la Shōchiku et réalisée par Masato Harada.